# つるぎ警察署
つるぎ警察署（つるぎけいさつしょ）は、徳島県警察が管轄していた警察署。2014年に美馬警察署に統合された。

## 所在地
- 徳島県美馬郡つるぎ町貞光字大須賀40番地2

## 管轄区域
- 美馬市のうち美馬町
- 美馬郡つるぎ町
- 三好郡東みよし町のうち毛田の一部、中庄の一部

## 歴史
2005年（平成17年）3月1日：管内の美馬郡半田町、貞光町、一宇村の2町1村が新設合併しつるぎ町となったため、管轄市町村数が4町1村から1市2町となったことに併せて徳島県貞光警察署から改称した。
2014年（平成26年）4月1日：美馬警察署に統合された。旧庁舎は「美馬警察署つるぎ庁舎」となった

## 交番
なし

## 駐在所
- 美馬町喜来駐在所（美馬市美馬町天神）
- 美馬町谷口駐在所（美馬市美馬町八幡）
- つるぎ町逢坂駐在所（美馬郡つるぎ町半田字逢坂）
- つるぎ町八千代駐在所（美馬郡つるぎ町半田字日開野）
- つるぎ町古見駐在所（美馬郡つるぎ町一宇字赤松）